# Maghreb Steel
Maghreb Steel est une société marocaine leader dans le domaine de l'acier.
La société développe et diversifie ses activités, permettant l’introduction de produits nouveaux dans le tissu industriel marocain. Aujourd’hui, Maghreb Steel est ainsi le seul producteur de produits plats en acier du pays.

## Stratégie d'expansion
Créé en 1975, le groupe n'a pas cessé de se développer, jusqu'à l'intégration en amont et l’indépendance de la société au niveau des approvisionnements puisque Maghreb Steel commencera à produire à partir de ferraille jusqu’au produit fini qui est en fin de chaine la tôle prélaquée et même du panneau sandwich.
Le développement de Maghreb Steel est passé par quatre principales phases:
- La première phase concernait la mise en activité d’un laminoir à froid de bobines, cette première ligne de production a commencé en 2001.
- La deuxième phase portait sur un four de réchauffage et un laminoir à chaud (un investissement de 1,7 milliard de DH et une capacité de production d’un million de tonnes). Cette installation est entrée en service en juin 2010.
- En décembre 2011, c’est au tour de la mise en service de la troisième phase du projet. Au menu, un laminoir à chaud et une ligne de tôle forte, qui a hissé la production à 500 000 tonnes par an (1 milliard de DH investis).
- Février 2012, le groupe Sekkat finalise la construction de l’aciérie et de la coulée en continu, d’une capacité de production d’un million de tonnes[2].

L’aciérie permet ainsi de valoriser la matière première et de réduire les importations de la filiale sidérurgique du groupe Sekkat.
La capacité de production du groupe passe aujourd’hui à 2,9 millions de tonnes par an.